# Françoise Castex

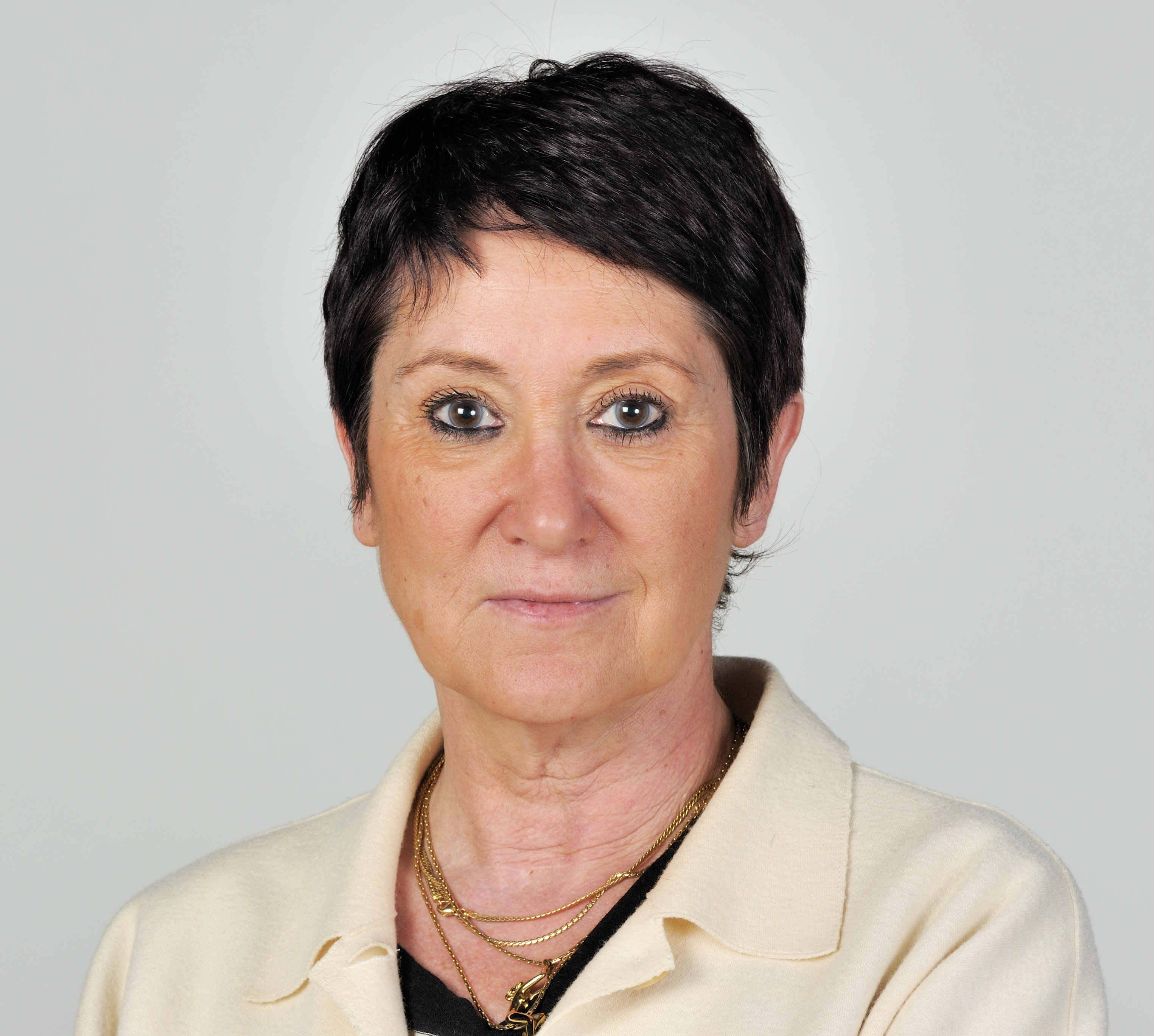
Françoise Castex (2014)

Françoise Castex (* 7. Februar 1956 in Agadir) ist eine französische Politikerin der Parti socialiste.

## Leben
Castex studierte Kunst und Erziehungswissenschaften. Sie war von 2004 bis 2014 Abgeordnete des Europäischen Parlaments.